# Ceriselma
Ceriselma là một chi bọ cánh cứng trong họ Meloidae.
Chi này được miêu tả khoa học năm 1942 bởi Borchmann.

## Các loài
Các loài trong chi này gồm:
- Ceriselma antennalis (Borchmann, 1942)
- Ceriselma methneri (Borchmann, 1942)